# Unga Reumatiker
Unga Reumatiker är en rikstäckande och självständig ideell organisation som är partipolitiskt och religiöst obunden. Organisationen verkar för barn, ungdomar och unga vuxna i åldern 0–30 år med reumatiska sjukdomar.
Unga Reumatiker anordnar aktiviteter och läger samt sprider information om reumatiska sjukdomar hos barn och ungdomar. Man bedriver även intressepolitisk verksamhet genom exempelvis samarbeten med andra ungdomsfunktionsnedsättningsförbund, representation i olika regeringsråd samt delegationer och deltagande i politiska veckor så som Almedalsveckan m.m.
Unga Reumatiker har i dagsläget ca 800 medlemmar och har ett nära samarbete med Reumatikerförbundet. Som medlem i Unga Reumatiker är man automatiskt även medlem i Reumatikerförbundet.
Unga Reumatiker bedriver även aktiviteter på regional och lokal nivå. Dessa aktiviteter utförs av regionstyrelser eller arbetsgrupper. Exempel på regionala aktiviteter kan vara bassängträning, biobesök, föreläsningar och läger. Därutöver har Unga Reumatiker också en verksamhet med stödkompisar och patientrepresentanter.
Hedersutmärkelsen Hederssköldpaddan
Hederssköldpaddan är Unga Reumatikers hedersutmärkelse och delades ut för första gången 2015. Utmärkelsen delas ut till en person eller organisation som har gjort en betydande insats för Unga Reumatiker.

## Regioner
- Region Mitt, Gävleborgs län, Dalarnas län, Värmlands län och Örebro län
- Region Norr, Norrbottens, Västerbottens, Västernorrlands och Jämtlands län[2]
- Region Syd, Skåne län, Blekinge län, Kronobergs län och Kalmar län
- Region Väst, Västra Götalands län, Hallands län och Jönköpings län [3]
- Region Öst, Uppsalas, Västmanlands, Örebros, Stockholms, Södermanlands, Östergötlands län och Gotlands län.[4]